# سن-لازار-دو-بلشاس، کبک
سن-لازار-دو-بلشاس (به فرانسوی: Saint-Lazare-de-Bellechasse) شهری در منطقه شهری بلشاس ناحیه شودییر-آپالاش در استان کبک کانادا است. در سرشماری سال ۲۰۱۱ این شهر ۱٬۱۴۱ نفر جمعیت داشته‌است و مساحت آن ۸۵٫۵۳ کیلومتر مربع است.